# Атанерик
Атанерик (лат. Athanerik) — король остготів, був правителем групи племен, що мешкали на теренах сучасної України.
Після 300 року об'єднав під своєю владою споріднені племена вестготів і остготів та заснував перше Королівство готів на південному заході на теренах сучасної України та південному заході Росії. Близько 350 року його змінив Ахіульф.
| Попередник Атал | Король остготів початок 300 | Наступник Ахіульф |